# Тукульті-Нінурта II
Тукульті-Нінурта II — цар Ассирії на початку IX століття до н. е.

## Правління
885 року до н. е. здійснив похід на північ, до країни Наїрі. Ассирійська армія здолала гори Кашіярі та, рухаючись уздовж західного берега Тигру, продовжувала наступ до самої країни Біт-замані з центром в Амеду (сучасний Діярбакир). Там військо Тукульті-Нінурти зіштовхнулось із запеклим спротивом противника. Ассирійці завдали нищівної поразки війську країни Біт-замані, зруйнували її поселення й захопили багату здобич.